# Chetuk
Chetuk (del ruso: Четук) es un pueblo (posiólok) del raión de Teuchezh en la república de Adiguesia de Rusia. Está situado 18,4 km al oeste de Ponezhukái y 81 km al noroeste de Maikop, la capital de la república. Tenía 162 habitantes en 2010.
Pertenece al municipio Pchegatlukáiskoye.